# August Horch
August Horch (12. října 1868 Winningen an der Mosel – 3. února 1951 Münchberg) byl německý automobilový konstruktér a zakladatel firem Horch a Audi.

## Biografie
Narodil se ve staré vinařské a kovářské rodině. V letech 1888 až 1891 studoval techniku v Mittweidě a poté až do roku 1899 pracoval jako konstruktér strojů v Rostocku, Lipsku a také u Karla Benze v Mannheimu.
V roce 1899 založil firmu Horch & Cie v Kolíně-Ehrenfeldu a už roku 1900 vyrobil svůj první automobil, pro který také zkonstruoval motor. S tím jak se továrna rozrůstala, bylo třeba najít větší prostory, původní kolínská konírna už nevyhovovala a tak se továrna přestěhovala v roce 1902 do Reichenbachu. Rok nato představil Horch první německé auto se čtyřválcovým motorem. Po dalším roce přeložil celou výrobu do poměrně vzdáleného saského města Zwickau, kde továrna působila pod názvem Horch & Cie. Motorwagen-Werke AG. V roce 1907 zde vyvinul první šestiválcový motor. Po finančních těžkostech a nedorozuměních se správní radou opustil firmu v roce 1909. 16. července 1909 založil v Zwickau společnost August Horch Automobilwerke GmbH, která se však po sporech o jméno s původní Horch AG v roce 1910 přejmenovala na Audi Automobilwerke GmbH (audi! je latinskou verzí výrazu horch! = slyš!).

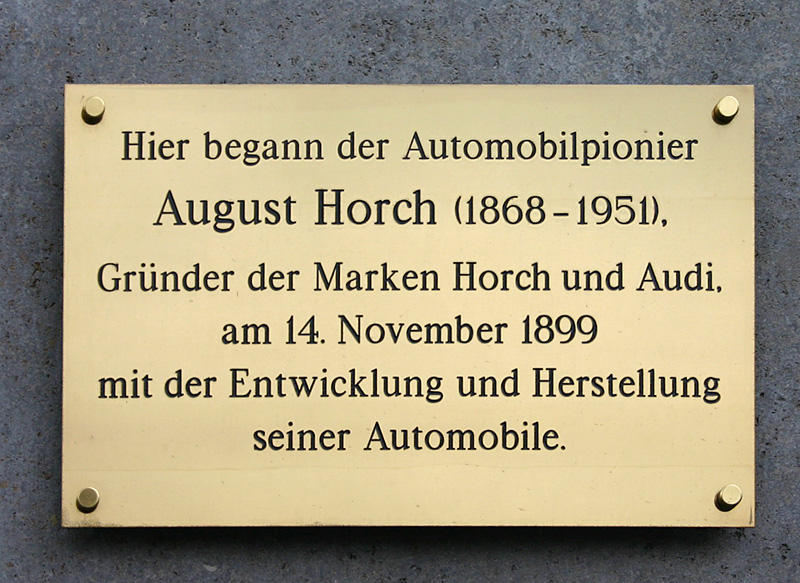
Pamětní deska v Kolíně-Ehrenfeldu

Práce v továrně zanechal v roce 1920 a zůstal jen členem dozorčí rady, kde se vyjadřoval k odborným otázkám konstrukce. Roku 1922 obdržel čestný doktorát Technické univerzity v Braunschweigu. Po spojení automobilek Audi, DKW, Horch a Wanderer do společnosti Auto Union AG v roce 1932 působil až do roku 1945 v její dozorčí radě. Město Zwickau mu v roce 1939 propůjčilo čestné občanství. Za druhé světové války se přestěhoval do Münchbergu v Horních Francích, odkud po jejím skončení spolupracoval na znovuobnovení výroby Auto Union v Ingolstadtu v roce 1948. Město Winningen svému rodákovi následující rok udělilo čestné občanství.
August Horch zemřel 3. února 1951 ve věku 82 let.
Zajímavostí je, že tento průkopník automobilismu nikdy nebyl držitelem řidičského oprávnění. 26. září 2000 objevil německý amatérský astronom Jens Kandler na hvězdárně v saském Drebachu planetku 2000 SS44. Od roku 2007 nese planetka pojmenování (62190) Augusthorch.

### Externí odkazy

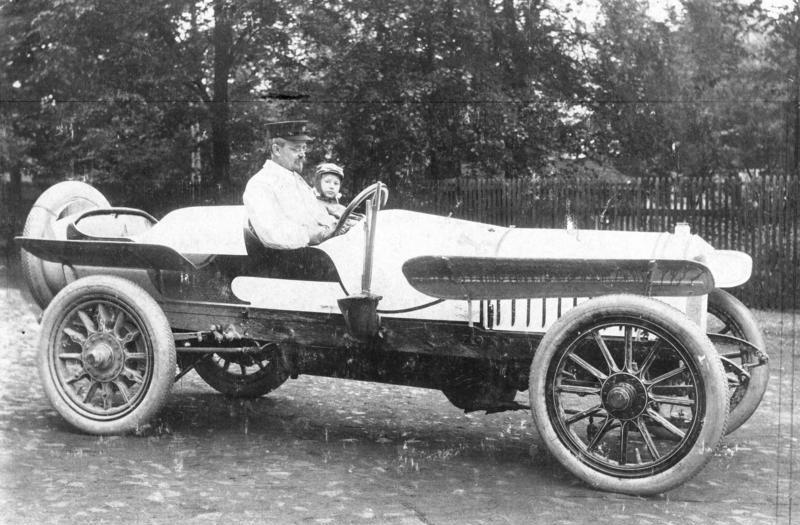
August Horch za volantem automobilu Horch v roce 1908